# Apistoloricaria condei
Apistoloricaria condei är en fiskart som beskrevs av Isaac J.H. Isbrücker och Nijssen, 1986. Apistoloricaria condei ingår i släktet Apistoloricaria och familjen Loricariidae. Inga underarter finns listade i Catalogue of Life.